# Head & Shoulders
Head & Shoulders (H&S; произн. «Хэд энд Шолдэрс») — американский бренд, специализирующийся на шампунях против перхоти.

## История
Бренд Head & Shoulders был основан американской компанией Procter & Gamble в 1961 году. 
В 1982 году Head & Shoulders был назван[кем?] «брендом шампуней номер один».
В 2000 году после падения продаж бренд начал привлекать знаменитостей для рекламных кампаний: среди них были мексиканская певица Талия, британский гонщик Формулы-1 Дженсон Баттон, аргентинский футболист Лионель Месси и индийский актёр Ранвир Сингх.
В 2002 году бренд был спонсором музыкального реалити-шоу «Стань звездой» на телеканале «Россия» (ныне — «Россия-1»)
В период с 2022 — 2025 годов стал самым похищаемым шампунем в России.